# 大字浅川 (北九州市)
大字浅川（おおあざあさかわ）は福岡県北九州市八幡西区の大字。住居表示未実施。郵便番号は807-0877。

## 地理
八幡西区の西側北端に位置し市道の折尾青葉台線の東側地域（ここでは北東部地域と呼ぶ）と、その西の浅川城跡を含む地域（ここでは北西部地域と呼ぶ）と、その南にある日ノ峰山の山林（ここでは日ノ峰山地域と呼ぶ）と、さらに南にあるボタ山周辺の北部西端に位置する地域（ここでは南部地域と呼ぶ）の4か所に分かれる。
北東部地域は南に浅川学園台、南西に浅川日の峯、西に浅川町と接し、北西から東は若松区に接する。
北西部地域は東に浅川町、南東に浅川日の峯、北西から西に三ツ頭と接し、北に若松区，南に水巻町と接する。
日ノ峰山地域は西・北・東の三方を浅川日の峯に囲まれており、南に水巻町と接する。
南部地域は北に浅川台、東に自由ケ丘、南に日吉台と接し、西に水巻町と接する。

### 河川
- 一級河川 江川

## 地域の特徴
かつて遠賀郡浅川村と呼ばれていた地域のうち住居表示されずに残った部分である。
北東部地域
東縁を市道の折尾青葉台線が通り、北西縁を江川が流れる。山林地帯である。
北西部地域
東部は宅地化されているが、北部・西部・南部は山林のままである。麻生氏が築城した浅川城跡がある。
日の峯山地域
日の峯山の山林地帯。日峰配水池がある。
南部地域
ボタ山跡とその周辺で、九州共立大学のグラウンドや投擲場などがある。

## 歴史
明治前半には南部地域のボタ山近辺の頃末に炭鉱が開坑、その後現在の浅川台三丁目や浅川二丁目からも採掘が行われ、炭鉱の町となったが、昭和40年代には閉山した。

### 地名の由来
遠賀郡浅川村に由来する。古くは洞海湾の一部で大船も通る所であったが、年を経て田を開墾し村落ができ、潮水が通う程度の川となり、この辺りは殊更に水深が浅かったため浅川と呼ぶようになったという。

### 沿革
- 1878年（明治11年）11月1日 - 郡区町村編制法の福岡県での施行により、行政区画としての遠賀郡が発足。遠賀郡浅川村となる。
- 1889年（明治22年）4月1日 - 町村制施行により、蜑住村、塩屋村、小敷村、大鳥居村、浅川村、高須村、乙丸村、有毛村、払川村の9村が合併し、江川村が発足。浅川村は江川村大字浅川となる[6]。
- 1908年（明治41年） - 江川村と洞北村が合併し島郷村が発足、江川村大字浅川は島郷村大字浅川となる。
- 1931年（昭和6年） - 島郷村が若松市に編入され、島郷村大字浅川は若松市大字浅川となる。。
- 1963年（昭和38年）2月1日 - 八幡市、戸畑市、小倉市、若松市、門司市の5市が合併し、北九州市が発足。若松市大字浅川は北九州市若松区大字浅川となる。
- 1963年（昭和38年）4月1日 - 北九州市が政令指定都市に指定され、八幡区、戸畑区、小倉区、若松区、門司区の5区を設置。北九州市若松区大字浅川は北九州市若松区大字浅川となる。
- 1974年（昭和49年）4月1日 - 八幡区が八幡西区と八幡東区に分かれた際に、浅川地区を八幡西区に編入。若松区大字浅川は八幡西区大字浅川となる[7]。
- 1978年（昭和53年）6月1日 - 大字浅川の一部が医生ケ丘，大浦一丁目 - 三丁目，千代ケ崎一丁目 - 二丁目になる[8]。
- 1980年（昭和55年）6月1日 - 大字浅川の一部が浅川台一丁目 - 三丁目，自由ケ丘，日吉台一丁目 - 三丁目になる[9]。
- 1982年（昭和57年）6月1日 - 大字浅川の一部が浅川日の峯一丁目 - 二丁目になる[10]。
- 1983年（昭和58年）6月1日 - 大字浅川の一部が浅川一丁目 - 二丁目，藤原一丁目 - 四丁目になる[11]。大字浅川の一部が大浦三丁目に編入する[11]。
- 1991年（平成3年）6月1日 - 大字浅川の一部が浅川日の峯三丁目 - 四丁目になる[12]。
- 1996年（平成8年）6月1日 - 大字浅川の一部が三ツ頭一丁目 - 二丁目になる[13]。大字浅川の一部が浅川日の峯三丁目に編入する[13]。
- 1997年（平成9年）6月1日 - 大字浅川の一部が浅川町になる[14]。
- 1999年（平成11年）6月1日 - 大字浅川の一部が浅川台一丁目，藤原二丁目に編入する[15]。
- 2003年（平成15年）6月1日 - 大字浅川の一部が浅川一丁目 - 二丁目に編入する[16]。

## 世帯数と人口
2025年（令和7年）3月31日現在（北九州市発表）の世帯数と人口は以下の通りである。
| 大字     | 世帯数  | 人口  |
| -------- | ------- | ----- |
| 大字浅川 | 275世帯 | 988人 |

### 人口の変遷
国勢調査による人口の推移。
| 1995年（平成7年）  | 1,731人 | [ 17 ] |  |
| 2000年（平成12年） | 330人   | [ 18 ] |  |
| 2005年（平成17年） | 403人   | [ 19 ] |  |
| 2010年（平成22年） | 266人   | [ 20 ] |  |
| 2015年（平成27年） | 259人   | [ 21 ] |  |
| 2020年（令和2年）  | 740人   | [ 22 ] |  |

### 世帯数の変遷
国勢調査による世帯数の推移。
| 1995年（平成7年）  | 646世帯 | [ 17 ] |  |
| 2000年（平成12年） | 139世帯 | [ 18 ] |  |
| 2005年（平成17年） | 117世帯 | [ 19 ] |  |
| 2010年（平成22年） | 70世帯  | [ 20 ] |  |
| 2015年（平成27年） | 71世帯  | [ 21 ] |  |
| 2020年（令和2年）  | 211世帯 | [ 22 ] |  |

## 学区
市立小・中学校に通う場合、学区は以下の通りとなる。
| 大字     | 番地 | 小学校               | 中学校               |
| -------- | ---- | -------------------- | -------------------- |
| 大字浅川 | 全域 | 北九州市立浅川小学校 | 北九州市立浅川中学校 |

## 交通

### バス
域内のバス停と系統は以下のとおりである。
| 運行事業者 | 運行事業者   | 北九州市交通局 | 北九州市交通局 | 北九州市交通局 | 北九州市交通局 | 北九州市交通局 | 北九州市交通局 | 北九州市交通局 |
| 系統       | 系統         | 10             | 54             | 70             | 85             | 87             | 90             | 91             |
| 停留所     | 浅川小学校前 | ○              | ○              | ○              | ○              | ○              | ○              | ○              |
| 停留所     | 浅川橋       | ○              | ○              | ○              | ○              | ○              | ○              | ○              |

## 施設

### 公園
- 浅川テラス西公園
- 浅川テラス東公園
- 浅川の杜公園
- 中ノ谷公園

## 史跡
- 浅川城跡